# التا ویستا، شهرستان اینیو، کالیفرنیا
التا ویستا، شهرستان اینیو، کالیفرنیا (به انگلیسی: Alta Vista, Inyo County, California) یک محدوده ثبت‌نشده در ایالات متحده آمریکا است که در ایالت کالیفرنیا واقع شده‌است.

## خصوصیات
التا ویستا ۱٬۳۹۹ متر بالاتر از سطح دریا قرار دارد.